# Монтефалчоне
Монтефалчоне (итал. Montefalcione) је насеље у Италији у округу Авелино, региону Кампанија.
Према процени из 2011. у насељу је живело 1876 становника. Насеље се налази на надморској висини од 541 м.

## Становништво
Према резултатима пописа становништва 2011. у општини је живело 3.442 становника.
| 1931. | 1936. | 1951. | 1961. | 1971. | 1981. | 1991. | 2001. | 2011. |
| ----- | ----- | ----- | ----- | ----- | ----- | ----- | ----- | ----- |
| 4.031 | 4.325 | 4.855 | 4.300 | 4.028 | 4.243 | 3.294 | 3.397 | 3.442 |